# Jutulrøra
Jutulrøra är ett berg i Antarktis. Det ligger i Östantarktis. Norge gör anspråk på området. Toppen på Jutulrøra är 1 653 meter över havet, eller 676 meter över den omgivande terrängen. Bredden vid basen är 3,7 km.
Terrängen runt Jutulrøra är varierad. Jutulrøra är den högsta punkten i trakten. Trakten är obefolkad. Det finns inga samhällen i närheten.